# Irvala
Koordinaten: 59° 21′ N, 27° 1′ O
Irvala ist ein Dorf (estnisch küla) in der Landgemeinde Lüganuse (Luganuse vald). Es liegt im Kreis Ida-Viru (Ost-Wierland) im Nordosten Estlands.

## Beschreibung und Geschichte
Das Dorf hat 32 Einwohner (Stand 1. Januar 2012).
Bei Irvala haben Archäologen drei prähistorische Kultsteine freigelegt. Sie stehen unter staatlichem Schutz.